# Thymus dacicus
Thymus dacicus — вид рослин родини глухокропивові (Lamiaceae), поширений на території Румунії та Сербії.

## Опис
T. dacicus — слабо досліджений чебрець із лимонним ароматом. Ця багаторічна рослина має залозисто-крапчасте, і на краях війчасте листя і квіткові стебла, опушені тільки з двох сторін. Екстракт трави багатий на поліфеноли і показав сильну антиоксидантну активність, а ефірна олія цієї трави показала значну антимікробну активність й синергізм з протестованими антибіотиками.
Раніше ця рослина розглядалася як гібрид між T. kosteleckyanus Opiz (T. pannonicus auct.) та T. pulegioides L., однак за деякими авторами він тісно пов'язаний з T. longicaulis C.Presl.

## Поширення
Поширений на території Румунії та Сербії.
Росте на скелястих вигонах і пісках в Румунії та пн.-сх. Сербії.